# Koge-Donbo
Koge-Donbo (コゲどんぼ) es una mangaka nacida en Tokio, Japón el 27 de febrero de 1976. Empezó su carrera como artista de doujinshi, y tuvo la idea de su  pseudónimo por el nombre de la mascota de Akira Toriyama, mangaka admirado por ella. Es muy tímida, aunque le gusta interactuar con sus fans. Sus páginas expresan ternura y carisma con dibujos estilo "chibi", con muy pocos detalles, limpios y mucho brillo. Se declaró fanática de Harry Potter, y hasta hizo dibujos de él que fueron puestos en su página web.

## Manga
- Di Gi Charat
- Kamichama Karin
- Pita Ten
- Sumo-Oh
- Koi Hime Sosi
- Yoki, Koto, Kiku.
- Kon Kon Kokon
- Kamichama Karin Chu
- Naki Shōjo no Tame no Pavane
- Doki Doki! Tamatan

## Artbooks
- Chocola (annual artbook)
- Di Gi Charat Fantasy Perfect Collection
- Pita Ten artbook

## Series Anime
- Little Snow Fairy Sugar (Chicchana Yukitsukai Sugar)
- Di Gi Charat
- Pita Ten
- Kamichama Karin

## Otros trabajos
- Aquarian Age (illustator)
- Princess Concerto (charcter design)
- Di Gi Charat Fantasy (character design)